# بخش هاردینگ (شهرستان لوکاس، اوهایو)
بخش هاردینگ (به انگلیسی: Harding Township) یک منطقهٔ مسکونی در ایالات متحده آمریکا است که در شهرستان لوکاس، اوهایو واقع شده‌است.
 بخش هاردینگ ۲۴٫۳ کیلومتر مربع مساحت و ۷۳۴ نفر جمعیت دارد و ۲۰۴ متر بالاتر از سطح دریا واقع شده‌است.